# Procordulia jacksoniensis
Procordulia jacksoniensis là loài chuồn chuồn trong họ Corduliidae. Loài này được Rambur mô tả khoa học đầu tiên năm 1842.